# Episodi di Unforgettable (terza stagione)
La terza stagione della serie televisiva Unforgettable, composta da 13 episodi, è stata trasmessa in prima visione assoluta negli Stati Uniti da CBS dal 29 giugno al 14 settembre 2014.
In Italia la stagione è stata trasmessa in prima visione satellitare da Fox Crime, canale a pagamento della piattaforma Sky, dal 3 dicembre 2014 al 25 febbraio 2015.
| nº | Titolo originale | Titolo italiano         | Prima TV USA      | Prima TV Italia  |
| -- | ---------------- | ----------------------- | ----------------- | ---------------- |
| 1  | New Hundred      | I falsari               | 29 giugno 2014    | 3 dicembre 2014  |
| 2  | The Combination  | La combinazione         | 6 luglio 2014     | 10 dicembre 2014 |
| 3  | The Haircut      | Guerra tra intelligence | 13 luglio 2014    | 17 dicembre 2014 |
| 4  | Cashing Out      | La mano vincente        | 20 luglio 2014    | 24 dicembre 2014 |
| 5  | A Moveable Feast | Grandi chef             | 27 luglio 2014    | 31 dicembre 2014 |
| 6  | Stray Bullet     | Pallottola vagante      | 3 agosto 2014     | 7 gennaio 2015   |
| 7  | Throwing Shade   | I tre amici             | 17 agosto 2014    | 14 gennaio 2015  |
| 8  | The Island       | L'isola                 | 24 agosto 2014    | 21 gennaio 2015  |
| 9  | Admissions       | Ammissioni              | 30 agosto 2014    | 28 gennaio 2015  |
| 10 | Fire and Ice     | Ferro e fuoco           | 31 agosto 2014    | 4 febbraio 2015  |
| 11 | True Identity    | Vera identità           | 7 settembre 2014  | 11 febbraio 2015 |
| 12 | Moving On        | Cambiamenti             | 14 settembre 2014 | 18 febbraio 2015 |
| 13 | DOA              | In punto di morte       | 14 settembre 2014 | 25 febbraio 2015 |

## I falsari
- Titolo originale: New Hundred

### Trama
Quando l'ex marito della sorella di Jay scompare, questi avvisa subito Al e Carrie per farsi aiutare nelle indagini. Poco dopo l'uomo viene trovato morto in una stanza d'hotel e arrivano i Servizi Segreti per investigare in quanto la vittima era un falsario. Nel corso delle indagini scoprono un giro di contraffazione gestito da un assassino.

## La combinazione
- Titolo originale: The combination

### Trama
Carrie e Al indagano sul passato di un pugile quando questi viene trovato picchiato a morte. Le prove mostrano che, stranamente, il pugile non si è difeso dal suo aggressore.

## Guerra tra intelligence
- Titolo originale: The haircut

### Trama
Una reporter che aveva scoperto uno scandalo sessuale legato ad un colonnello della NSA viene trovata morta. Al contatta la sua ex fidanzata che fa parte dell'Intelligence e che potrebbe avere informazioni utili a risolvere il caso visto che il colonnello è il suo capo.

## La mano vincente
- Titolo originale: Cashing out

### Trama
Quando un funzionario comunale viene trovato assassinato, Carrie è costretta ad ammettere che lo ha conosciuto ai tavoli del poker clandestino. Solo in questo modo infatti potrà indagare sotto copertura nel mondo del gioco clandestino, anche se l’ammissione potrebbe costarle la carriera.

## Grandi chef
- Titolo originale: A moveable feast

### Trama
Un ufficiale della guardia costiera viene trovato morto in casa sua mentre suo figlio gioca in salotto con un panetto di C-4. Poco dopo un'imbarcazione esplode e qualche ora dopo un celebre chef viene trovato morto. Carrie e Al devono trovare il collegamento tra le due vittime e arrivare al colpevole.

## Pallottola vagante
- Titolo originale: Stray bullet

### Trama
Un uomo rilasciato sulla parola e che Al aveva contribuito a mettere in galera, viene ucciso. Al viene sospettato dell’omicidio e Carrie conduce un'indagine non autorizzata per provare la sua innocenza.

## I tre amici
- Titolo originale: Throwing shade

### Trama
Carrie e Al indagano sull’omicidio di un vecchio amico di Elliot trovato morto dopo un evento di beneficenza. Nel corso dell’indagine Elliot è costretto ad affrontare il suo passato, quando era un giovane impiegato dell'ufficio del sindaco.

## L'isola
- Titolo originale: The island

### Trama
Le indagini su una vittima di omicidio portano Carrie e Al a scoprire l’esistenza di una comunità nascosta su un'isola abbandonata vicino a Manhattan.

## Ammissioni
- Titolo originale: Admissions

### Trama
L'omicidio di un amministratore delegato porta Carrie e Al a scavare nei segreti di studenti e docenti di una scuola di preparazione d'élite frequentata dal figlio della vittima.

## Ferro e fuoco
- Titolo originale: Fire and Ice

### Trama
Carrie e Al indagano su una serie di attentati in un quartiere di Manhattan. I sospetti ricadono su alcuni terroristi islamici che hanno nel loro mirino i musulmani moderati. Nel frattempo, Jo Webster fa amicizia con Maya, la figlia di Murray.

## Vera identità
- Titolo originale: True identity

### Trama
Carrie e Al indagano sull'omicidio di una ragazza, promoter di un'agenzia di incontri per gente molto ricca. Ma ogni indizio e ogni segreto che scoprono sulla vittima serve solo a creare un nuovo possibile sospetto e movente.

## Cambiamenti
- Titolo originale: Moving on

### Trama
Una star del mondo dello spettacolo viene uccisa nel suo camerino, l'indagine porta Carrie e Al nell’inquietante mondo di quei fan che hanno un’ossessione per i loro idoli.

## In punto di morte
- Titolo originale: Doa

### Trama
Carrie e Al riescono ad evitare che un senatore venga avvelenato, ma subito dopo una donna viene trovata morta in casa dopo aver bevuto del vino da una bottiglia che le avevano recapitato a casa. Durante le indagini Carrie si sente poco bene e scopre di essere stata avvelenata e oltre a sentirsi spossata si accorge di non riuscire più a ricordare ciò che ha visto. Tutta la squadra è al lavoro e ha le ore contate per trovare il colpevole e salvare Carrie.